# قائمة سفراء دولة فلسطين لدى فرنسا
سفير دولة فلسطين لدى فرنسا هو ممثل دولة فلسطين الرسمي لدى فرنسا، يقع مقر السفارة الفلسطينية في باريس. ويشغل منصب السفير حاليًا سلمان الهرفي منذ عام 2015.

## قائمة السفراء
| الترتيب | رئيس البعثة الدبلوماسية   | تاريخ الاعتماد الدبلوماسي | تاريخ الانتهاء | رئيس منظمة التحرير الفلسطينية | رئيس فرنسا                          | ملاحظات |
| --- | ------------------------- | ------------------------- | -------------- | ----------------------------- | ----------------------------------- | --- |
| تأسس مكتب ممثلية منظمة التحرير الفلسطينية في باريس في عام 1969، وفي يناير 1989 تحول إلى بعثة فلسطين إلى فرنسا |                           |                           |                |                               |                                     | |
| 1 | محمود الهمشري             | 1969                      | 10 يناير 1973  | ياسر عرفات                    | جورج بومبيدو                        | اغتاله الموساد في 10 يناير 1973 في مدينة كان. |
| 2 | عز الدين القلق            | 1973                      | 2 أغسطس 1978   | ياسر عرفات                    | جورج بومبيدو فاليري جيسكار ديستان   | قُتل/اُغتيل في 2 أغسطس 1978 في باريس. |
| 3 | إبراهيم الصوص             | 1978                      | 1992           | ياسر عرفات                    | فاليري جيسكار ديستان فرنسوا ميتيران | خلال تسلمه المنصب، كان أيضًا مندوبًا لدى اليونسكو بين عامي 1975 و1980، وسفيرًا لدى السنغال بين عامي 1983 و1985. قتلت إسرائيل نائبه فضل الضاني في 23 يوليو 1982. |
| 4 | ليلى شهيد                 | 1993                      | 2005           | ياسر عرفات محمود عباس         | فرنسوا ميتيران جاك شيراك            | كانت ممثلةً لفلسطين لدى هولندا، والدنمارك، وجمهورية أيرلندا.                                                                                                  |
| 5 | هند خوري                  | 12 مايو 2006              | 2010           | محمود عباس                    | جاك شيراك نيكولا ساركوزي            | كانت وزيرة دولة لشؤون القدس ضمن حكومة أحمد قريع الثالثة بين 24 فبراير 2005 و27 مارس 2006.                                                                    |
| 6 | هائل عادل توفيق الفاهوم   | 9 يونيو 2010              | 2015           | محمود عباس                    | نيكولا ساركوزي فرانسوا أولاند       | كان سفيرًا لدولة فلسطين لدى ألمانيا بين عامي 2006 و2010، ويشغل منذ عام 2015 منصب سفير دولة فلسطين لدى تونس.                                                   |
| 7 | سلمان محمد حسين الهرفي    | 10 نوفمبر 2015            | 2021           | محمود عباس                    | فرانسوا أولاند إيمانويل ماكرون      | كان سفيرًا لدولة فلسطين لدى جنوب أفريقيا بين عامي 1995 و2005، وسفيرًا لدى تونس بين عامي 2006 و2015.                                                            |
| 8 | هالة فرحان محمد أبو حصيرة | 4 نوفمبر 2021             | لا تزال        | محمود عباس                    | إيمانويل ماكرون                     | كانت بين عامي 2020 و2021 مفوضةً عامة لدولة فلسطين لدى كندا |